# Anatolij Kuznetsov
Anatolij Vasiljevitj Kuznetsov (ryska: Анатолий Васильевич Кузнецов), född 18 augusti 1929 i Kiev, död 13 juni 1979 i London, var en sovjetisk författare.

## Biografi
Kuznetsov väckte internationell uppmärksamhet när han beskrev sina erfarenheter från Andra världskriget, då Tyskland ockuperade Kiev, i romanen Babi Yar: A Document in the Form of a Novel. Boken publicerades ursprungligen i censurerad form på ryska 1966. Av hans tidigare verk märks Fortsättningen på en legend (1957).
Kuznetsov hoppade av och bosatte sig 1969 i England där han skrev under pseudonymen A. Anatoli.